# Erto e Casso
Erto e Casso (Nert e Cas nei rispettivi dialetti locali) è un comune italiano sparso di 357 abitanti del Friuli-Venezia Giulia. Il comune comprende il capoluogo Erto e la frazione Casso, ormai quasi spopolata anche a causa del disastro del Vajont del 9 ottobre 1963.

## Geografia fisica
Erto e Casso, situato nella Valle del Vajont al confine con la provincia di Belluno, è il comune più occidentale della regione Friuli-Venezia Giulia. La valle del Vajont, in cui si trovano Erto e Casso, è comunque separata dalla Valcellina dal Passo di Sant'Osvaldo (824 m). Il paese è situato al confine sudoccidentale del sistema dolomitico "Dolomiti Friulane e d'Oltre Piave" Patrimonio naturale UNESCO.

## Origini del nome
Erto è citata per la prima volta nel 1324 (in Herto), mentre Casso compare nei documenti a partire dal 1332 (in Casso).
Il primo toponimo deriva sicuramente dall'aggettivo *erctus "erto, ripido". Più discussa l'origine del secondo: forse da capsum "cassa, gabbia" ovvero "luogo chiuso", oppure da quassāre "scuotere", per le caratteristiche del territorio.

## Storia
Nonostante le due frazioni di Erto e Casso siano geograficamente vicine, esse hanno avuto origini differenti.
Erto ha una storia più antica ed era abitata già in epoca preromana, come dimostrano le tombe rinvenute durante la realizzazione della Nuova Erto in località Stortàn. Alcune usanze del posto fanno pensare a un'influenza celtica. Altri ritrovamenti riguardano l'epoca romana: si ricordano anfore e monete, nonché una tomba con corredo in località Scianpuz (IV secolo).
Si ritiene che essa comparisse tra i possedimenti dell'abbazia di Sesto al Reghena sin dalla fondazione di quest'ultima, nel VIII secolo. Bisognerà tuttavia aspettare il 1324 per avere la prima citazione scritta della località: in quell'anno avvenne la vendita «de uno manso iacente in Herto» da Daniele Fabbro ad Antonio di Castello, entrambi bellunesi.
Casso ha certamente origini più recenti. Una tradizione vorrebbe che un gruppo di boscaioli e carbonai del Bellunese avesse tentato di insediarsi a Erto ma gli ertani, sospettosi, li costrinsero a stabilirsi ai margini della zona, dove fu poi fondato il paese. Per quanto riguarda la documentazione storica, il toponimo compare il 19 settembre 1332, quando tre bellunesi nominarono un procuratore per essere investiti dall'abate di Sesto della facoltà di sfruttare le risorse di Casso. Questo scritto non prova però l'esistenza di un centro abitato stabile e bisognerà aspettare il 1558 per avere notizie in merito: in quell'anno l'abate di Sesto condannò gli abitanti di Casso per il taglio abusivo del bosco di Tocco. Nel 1652 un laudo del Senato veneziano citò i comuni di Erto e Casso come "consorti", ovvero con gli stessi diritti, segno che Casso aveva ormai raggiunto un buon livello di sviluppo.
Queste vicende storiche furono alla base delle profonde differenze tra le due comunità: Erto, dove si parla tuttora un dialetto particolare di transizione tra il ladino e il friulano occidentale, era filiale della pieve di Cimolais, a sua volta dipendente dal patriarcato di Aquileia; Casso si rivolgeva verso la valle del Piave, era abitata da una popolazione di origine bellunese e dipendeva dalla pieve di Castellavazzo, sotto il vescovo di Belluno. I rapporti tra i vicini erano tutt'altro che amichevoli e nel 1703 furono accolte le loro richieste per separarli anche dal punto di vista amministrativo.
Nell'Ottocento l'aumento demografico, non compensato da un adeguato sviluppo economico, provocò una forte ondata migratoria verso il Brasile (specialmente da Casso). Nel secolo successivo il comune soffrì gli eventi della prima guerra mondiale (con l'invasione del Friuli da parte degli Imperi Centrali) e della successiva epidemia di spagnola.
Durante la seconda guerra mondiale vi furono numerosi attriti tra abitanti fascisti e antifascisti. Nella zona operarono le divisioni partigiane "Osoppo" e "Garibaldi".
Alla fine degli anni cinquanta la comunità era ancora profondamente legata all'economia agricola tradizionale, integrata con il piccolo commercio ambulante. A cavallo tra gli anni cinquanta e sessanta, la SADE realizzò il progetto di utilizzo della valle del Vajont come bacino artificiale. Venne quindi innalzata nella forra del Colombèr una diga a doppia curvatura di 261,6 metri di altezza.
Nel 1960, in occasione dell'inizio del primo invaso di collaudo, si verificarono due frane: di conseguenza, venne disposto il monitoraggio del versante instabile, dell'estensione di 200 ettari. Il serbatoio venne nuovamente collaudato effettuando un secondo riempimento nel 1962 e un terzo nell'anno successivo. Nonostante l'imminenza della frana non vennero adottate misure adeguate di protezione degli abitati.
La notte del 9 ottobre 1963, dal vicino monte Toc, situato di fronte alle frazioni di Erto e Casso, si staccò una parte della montagna che finì nel sottostante bacino idrico delimitato dalla diga del Vajont. Le onde che ne scaturirono distrussero completamente le borgate di Fraseign, Spesse, Pineda, Prada, Marzana e San Martino e parte dei due capoluoghi. Questo tragico episodio, le cui vittime a Erto e Casso furono 347, è noto come disastro del Vajont.
La vicenda, che causò circa duemila morti per il conseguente allagamento della valle di Longarone, è stata portata in teatro e in televisione con un monologo, scritto dall'attore Marco Paolini in collaborazione con Gabriele Vacis, dal titolo Il racconto del Vajont, e rievocata per il cinema dal film del 2001 Vajont di Renzo Martinelli.
Il comune, per la sua architettura peculiare, è stato dichiarato nel 1976 monumento nazionale e, pertanto, vincolato con la legge n. 1089/1939. Previo accordo con l'Istituto Nazionale della Montagna, si sta anche sviluppando il progetto "EcoMuseo Vajont: continuità di vita", ideato per sostenere lo sviluppo del territorio e valorizzare il centro storico.

### Simboli
Lo stemma e il gonfalone sono stati concessi con decreto del presidente della Repubblica del 27 aprile 1967.
La composizione, come traspare dalla legenda, è un'arma alludente al disastro del Vajont: vi sono infatti raffigurati il monte Toc, il campanile della chiesa di San Bartolomeo Apostolo e la frana.
Il gonfalone è un drappo di azzurro.

### Onorificenze
Il comune è stato insignito della Medaglia d'oro al merito civile.

## Monumenti e luoghi d'interesse

### Architetture religiose

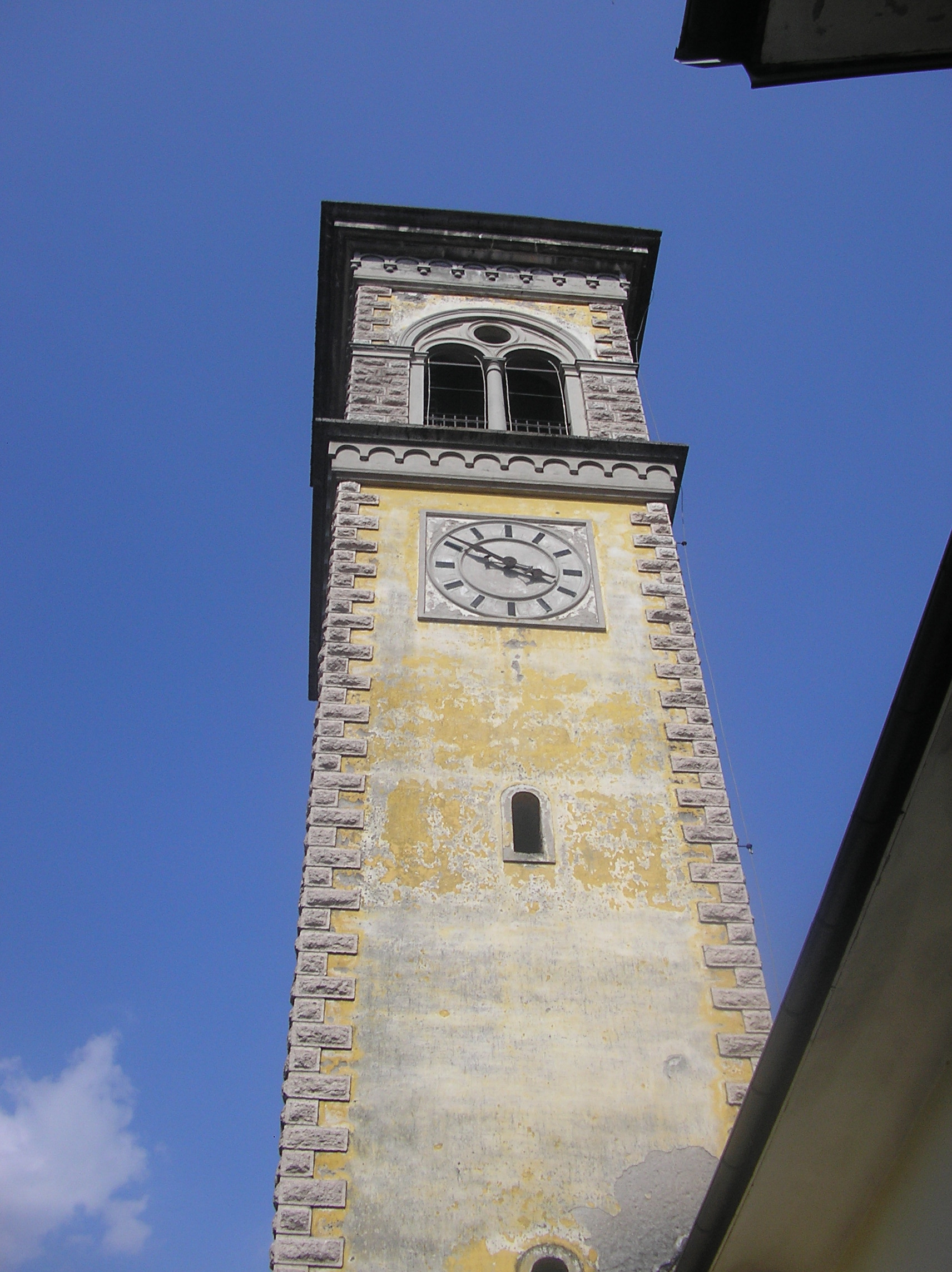
Il campanile della chiesa di Erto

- Parrocchiale di San Bartolomeo a Erto, custodisce al suo interno un bel crocifisso ligneo (risalente al 1690) del "Michelangelo del legno", Andrea Brustolon
- Chiesa dei Santi Gervasio e Protasio a Casso
- Chiesa nuova di San Bartolomeo a Erto Nuova (G. Gresleri, 1970-74)

### Architetture civili e musei
- Diga del Vajont: alta 261,6 metri, tra le dighe più alte del mondo e la più alta d'Italia, è simbolo della catastrofe dovuta a errori, imperizie, negligenze e imprudenze umane. Inoltre è divenuta, a seguito dei luoghi del cuore - luoghi italiani da non dimenticare, indetto dal Fondo Ambiente Italiano nel 2014 il 3º luogo del cuore del Friuli-Venezia Giulia e 133º classificato sul piano nazionale.[12]
- Case a torre: tipiche dell'architettura montana di Erto e Casso, costituiscono una delle peculiarità dell'architettura spontanea del paese montano.[13]
- Centro visite di Erto "Uno spazio alla memoria": racconta con immagini e dettagliate descrizioni la tragedia che colpì la valle il 9 ottobre del 1963.[14]
- Dolomiticontemporanee - Centro sperimentale per la cultura della montagna - Nuovo spazio di Casso: "un motore territoriale che opera, attraverso le arti visive, alla produzione di immagini rinnovative, nel contesto, spesso declinato in modo acritico e stereotipo, delle Dolomiti-UNESCO."[15]

### Luoghi naturali
- Frana del Monte Toc
- Palestra di roccia
- I libri di San Daniele del Monte Borgà

## Società

### Evoluzione demografica
Abitanti censiti

Alla fine del 2006 si contavano 407 abitanti, di cui 9 stranieri (2,2%). Nello stesso anno i nati vivi sono stati 3 (7,3%), i morti 4 (9,8%), con un incremento naturale di -1 unità (-2,5%). Le famiglie contano in media 2,2 componenti.
La popolazione, già fortemente diminuita per l'emigrazione, decrebbe ulteriormente dopo la tragedia del Vajont, non tanto per i morti (158), ma soprattutto perché le nuove abitazioni destinate agli ertani e ai cassanesi furono costruite in altri comuni, spesso a notevole distanza dai luoghi di origine. Tra questi, si ricordano la Nuova Erto di Ponte nelle Alpi, i nuovi quartieri di Longarone, Cimolais e Claut, il villaggio alla Roiatta di San Quirino e Vajont, cittadina costruita da zero all'indomani dell'avvenimento e che accolse subito 732 residenti del comune.

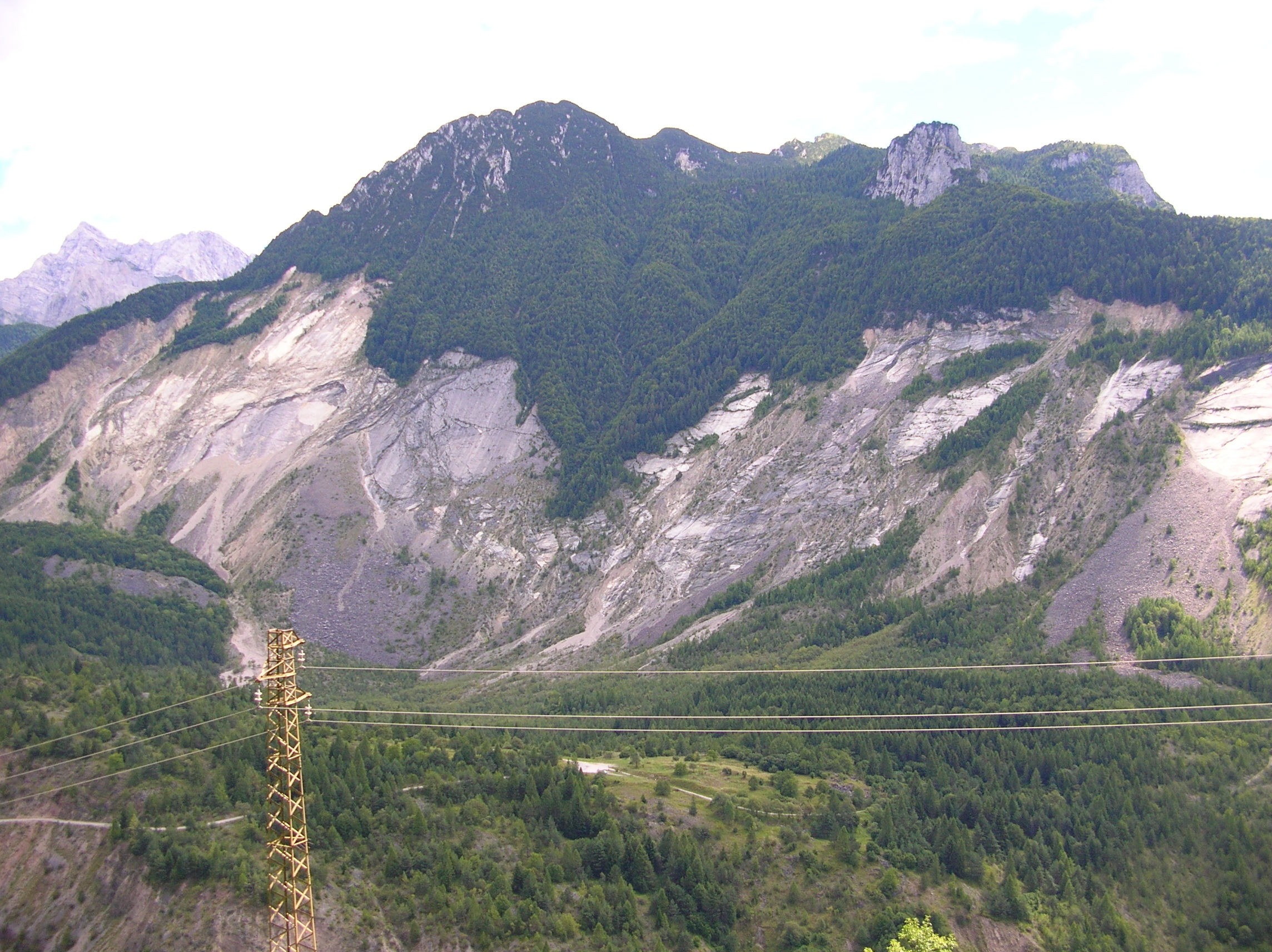
Il monte Toc dal quale il 9 ottobre 1963 si staccò la frana

### Lingue e dialetti
Le due comunità di Erto e Casso differiscono notevolmente dal punto di vista dialettale, sebbene le parlate tradizionali siano oggi in forte declino.
A Erto, come nella vicina Cimolais, si parla un idioma di transizione tra il ladino dolomitico e il friulano occidentale. L'isola linguistica si sarebbe formata quando il ladino parlato nella valle del Piave fu soppiantato dal veneto bellunese, fenomeno che invece non interessò la valle del Vajont e l'alta val Cellina, in posizione più marginale. La classificazione di questa parlata è però molto disputata: alcuni studiosi la ritengono piuttosto friulana occidentale, altri veneta.
Casso invece si caratterizza per un dialetto veneto, detto "bellunese antico" per i suoi tratti arcaici. Si ritiene infatti che l'abitato si sia formato in tempi relativamente recenti come insediamento di boscaioli provenienti dal Bellunese. Per tali peculiarità, Erto e Casso non sono inclusi nell'elenco dei comuni di lingua friulana secondo la legge regionale n. 29/2007.

### Tradizioni e folclore
- Sacra rappresentazione della Passione, la sera di ogni venerdì santo ("Veindre Seint"[19]) anima l'intero paese e costituisce una delle più importanti manifestazioni folcloristiche di Pasqua dell'Italia nord orientale.

## Cultura

### Eventi
- Festa dei Santi Gervasio e Protasio, patroni di Casso (21 e 22 giugno).[20]

## Amministrazione
| Periodo        | Periodo        | Primo cittadino         | Partito      | Carica  | Note   |
| -------------- | -------------- | ----------------------- | ------------ | ------- | ------ |
| 24 luglio 1988 | 7 giugno 1993  | Giovanni De Lorenzi     | DC           | sindaco | [ 21 ] |
| 7 giugno 1993  | 28 aprile 1997 | Sebastiano Corona       | DC           | sindaco | [ 22 ] |
| 28 aprile 1997 | 11 giugno 2001 | Sebastiano Corona       | centro       | sindaco | [ 23 ] |
| 11 giugno 2001 | 11 aprile 2006 | Luciano Giuseppe Pezzin | DS           | sindaco | [ 24 ] |
| 11 aprile 2006 | 16 maggio 2011 | Luciano Giuseppe Pezzin | DS           | sindaco | [ 25 ] |
| 16 maggio 2011 | 6 giugno 2016  | Luciano Giuseppe Pezzin | PD           | sindaco | [ 26 ] |
| 6 giugno 2016  | 4 ottobre 2021 | Antonio Carrara         | lista civica | sindaco |        |
| 4 ottobre 2021 | in carica      | Antonio Carrara         | lista civica | sindaco |        |

## Sport

### Ciclismo
Il 15 maggio 2013, in omaggio alle vittime del disastro del Vajont, il comune di Erto e Casso ha ospitato l'arrivo della 12ª tappa del Giro d'Italia.

### Arrampicata

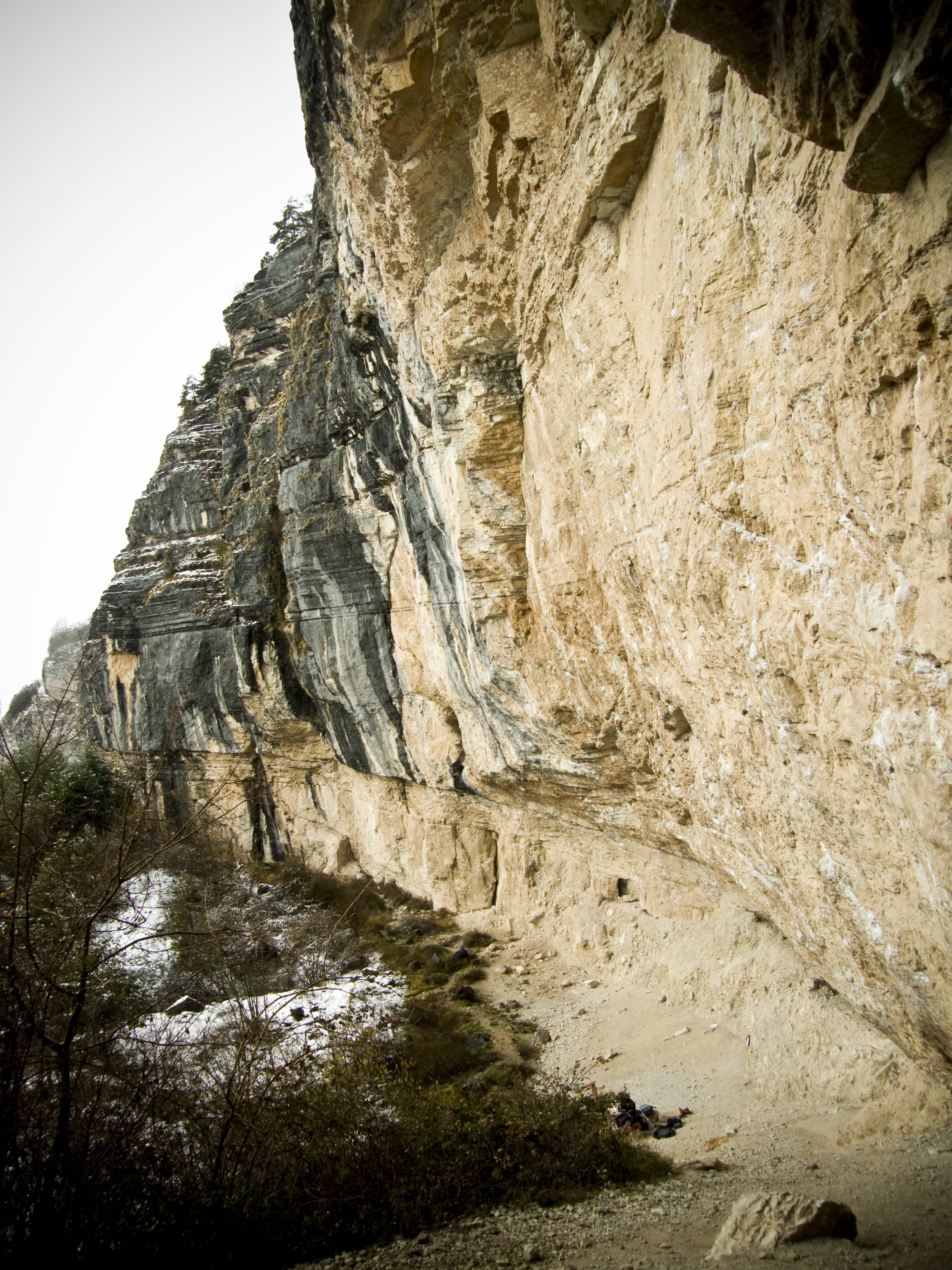
Il settore Big della falesia di Erto, dove si trovano le vie più difficili

Vicino al paese di Erto si trova una falesia dove si può praticare arrampicata sportiva. La falesia di calcare a piattoni e strapiombante richiede una arrampicata atletica; sono presenti diversi settori e ci sono diverse vie di ottavo grado e una via di 9a.

#### Vie più difficili
- 8c+/5.14c:
  - La Grande Linea dei Sogni: 8c+/9a - 31 maggio 2009 - Adam Ondra - Connessione tra The Big Mother e La Linea dei Sogni[27]
  - La Linea dei Sogni - 14 marzo 2009 - Luca Zardini - Allungamento dell'8b+ Sogni di Gloria[28]
  - The Big Mother - maggio 2000 - Luca Zardini[29]
  - The Last Way - maggio 1998 - Luca Zardini